# Бені (річка)
Бе́ні (ісп. Beni) — річка в північній частині Болівії, ліва твірна річки Мадейра басейну Амазонки.
Довжина річки становить приблизно 1 599 км.
Площа басейну становить близько 283 350 км².
Бере початок на західних схилах Кордильєри-Реаль в Центральних Андах. Перетинає низку гірських хребтів, протікає в глибоких ущелинах. В середній та нижній течії меандрує по рівнині та окраїні Амазонської низовини.
Паводки характерні з грудня по травень.
Пересіні витрати води становлять 11,9 тис. м³/с.
Судноплавна від міста Рурренабаке до водоспадів Есперанса (29 км вище гирла).